# Ve législature d'Espagne
La Ve législature d'Espagne (en espagnol : v legislatura de España) est un cycle parlementaire de trois ans des Cortes Generales, ouvert le 29 juin 1993, à la suite des élections générales du 6 juin 1993, et qui s'est terminé le 9 janvier 1996 à la suite de la dissolution des deux chambres par le roi Juan Carlos Ier en vue des élections générales anticipées du 3 mars 1996 pour la constitution de la VIe législature. Elle a été précédée de la IVe législature.

## Groupes parlementaires

### Congrès des députés
| Nom | Nom | Début | Fin | Porte-parole                                                    |
| --- | --- | ----- | --- | --------------------------------------------------------------- |
|     | Socialiste Grupo Parlamentario Socialista                                                                        | 159   | 159 | Carlos Solchaga Joaquín Almunia (10 mai 1994)                   |
|     | Populaire Grupo Parlamentario Popular en el Congreso                                                             | 141   | 141 | Rodrigo Rato                                                    |
|     | Izquierda Unida-Iniciativa per Catalunya Grupo Parlamentario Federal de Izquierda Unida-Iniciativa per Catalunya | 18    | 18  | Julio Anguita                                                   |
|     | Catalan Grupo Parlamentario Catalán (Convergència i Unió)                                                        | 17    | 17  | Miquel Roca Joaquím Molins Ayats (31 janvier 1995)              |
|     | Basque Grupo Parlamentario Vasco (EAJ-PNV)                                                                       | 5     | 5   | Iñaki Anasagasti                                                |
|     | Coalition canarienne Grupo Parlamentario Coalición Canaria                                                       | 5     | 4   | Lorenzo Olarte José Carlos Mauricio Rodríguez (27 juillet 1995) |
|     | Mixte Grupo Parlamentario mixto                                                                                  | 5     | 6   | Poste tournant                                                  |

### Sénat
| Groupe parlementaire | Groupe parlementaire                                                       | Début | Fin | Porte-parole                                              |
| -------------------- | -------------------------------------------------------------------------- | ----- | --- | --------------------------------------------------------- |
|                      | Populaire au Sénat Grupo Parlamentario Popular en el Senado                | 114   | 114 | Alberto Ruiz-Gallardón Ángel Acebes (7 février 1995)      |
|                      | Socialiste Grupo Parlamentario Socialista                                  | 111   | 111 | Bernardo Bayona Aznar                                     |
|                      | Catalan Grupo Parlamentario Catalán en el Senado                           | 12    | 12  | Joaquim Ferrer Roca Ramon Camp Batalla (19 décembre 1995) |
|                      | Basque au Sénat (EAJ/PNV) Grupo Parlamentario de senadores vascos          | 6     | 6   | Ricardo Sanz Cebrián                                      |
|                      | Coalition canarienne Grupo Parlamentario de senadores de Coalición Canaria | 5     | 5   | Miguel Ángel Barbuzano González                           |
|                      | Mixte Grupo Parlamentario mixto                                            | 8     | 8   | Poste tournant                                            |

## Bureaux des assemblées

### Congrès des députés
| Poste                    | Titulaire                 | Parti | Parti | Circonscription |
| ------------------------ | ------------------------- | ----- | ----- | --------------- |
| Président                | Félix Pons                |       | PSOE  | Îles Baléares   |
| Premier vice-président   | José Vicente Beviá Pastor |       | PSOE  | Alicante        |
| Deuxième vice-président  | Federico Trillo           |       | PP    | Alicante        |
| Troisième vice-président | Josep López de Lerma      |       | CiU   | Gérone          |
| Quatrième vice-président | Luis Ramallo García       |       | PP    | Badajoz         |
| Première secrétaire      | Milagros Frías Navarrete  |       | PSOE  | Séville         |
| Deuxième secrétaire      | Juan Carlos Aparicio      |       | PP    | Burgos          |
| Troisième secrétaire     | Luisa Fernanda Rudi       |       | PP    | Saragosse       |
| Quatrième secrétaire     | Emilio Olabarría          |       | PNV   | Alava           |

### Sénat
| Poste                   | Titulaire                   | Parti | Parti | Circonscription        |
| ----------------------- | --------------------------- | ----- | ----- | ---------------------- |
| Président               | Juan José Laborda           |       | PSOE  | Burgos                 |
| Premier vice-président  | Joan Rigol Roig             |       | CiU   | Catalogne              |
| Deuxième vice-président | José Miguel Ortí Bordás     |       | PP    | Communauté valencienne |
| Premier secrétaire      | Manuel Ángel Aguilar Belda  |       | PSOE  | Albacete               |
| Deuxième secrétaire     | Javier Rojo                 |       | PSOE  | Alava                  |
| Troisième secrétaire    | José Cañellas Fons          |       | PP    | Majorque               |
| Quatrième secrétaire    | José María Hernández Cochón |       | PP    | La Corogne             |

## Gouvernement et opposition
| Statut              | Poste                     | Titulaire | Titulaire                                            |
| ------------------- | ------------------------- | --------- | ---------------------------------------------------- |
| Gouvernement : PSOE | Président du gouvernement |           | Felipe González                                      |
| Gouvernement : PSOE | Ministre de la Présidence |           | Alfredo Pérez Rubalcaba                              |
| Gouvernement : PSOE | Porte-parole au Congrès   |           | Carlos Solchaga Joaquín Almunia (10 mai 1994)        |
| Gouvernement : PSOE | Porte-parole au Sénat     |           | Bernardo Bayona Aznar                                |
|                     |                           |           |                                                      |
| Opposition : PP     | Président du PP           |           | José María Aznar                                     |
| Opposition : PP     | Porte-parole au Congrès   |           | Rodrigo Rato                                         |
| Opposition : PP     | Porte-parole au Sénat     |           | Alberto Ruiz-Gallardón Ángel Acebes (7 février 1995) |

### Investiture
Le 9 juillet 1993, Felipe González, président sortant chargé de l'expédition des affaires courantes, se soumet à un débat d'investiture. Sa candidature est acceptée, à la majorité absolue, lors du premier vote.
| Candidat               | Date                                      | Vote       |      |     |    |     |     |    |    |     |     |    |    | Résultat  |
| Candidat               | Date                                      | Vote       | PSOE | PP  | IU | CiU | PNV | CC | HB | ERC | PAR | EA | UV | Résultat  |
| Felipe González (PSOE) | 9 juillet 1993 (majorité absolue requise) | Oui        | 159  |     |    | 17  | 5   |    |    |     |     |    |    | 181 / 350 |
| Felipe González (PSOE) | 9 juillet 1993 (majorité absolue requise) | Non        |      | 141 | 17 |     |     | 4  |    | 1   |     | 1  | 1  | 165 / 350 |
| Felipe González (PSOE) | 9 juillet 1993 (majorité absolue requise) | Abstention |      |     |    |     |     |    |    |     | 1   |    |    | 1 / 350   |
| Felipe González (PSOE) | 9 juillet 1993 (majorité absolue requise) | Absents    |      |     | 1  |     |     |    | 2  |     |     |    |    |           |

## Commissions parlementaires

### Congrès des députés
| Commission                                               | Président                                                   | Parti | Parti | Circonscription |
| -------------------------------------------------------- | ----------------------------------------------------------- | ----- | ----- | --------------- |
| Commissions permanentes législatives                     |                                                             |       |       |                 |
| Commission constitutionnelle                             | Virgilio Zapatero José Barrionuevo Peña (29 septembre 1994) | PSOE  |       | Cuenca Madrid   |
| Commission des Affaires étrangères                       | Jordi Solé Tura                                             | PSOE  |       | Barcelone       |
| Commission de la Justice et de l'Intérieur               | Javier Barrero                                              | PSOE  |       | Huelva          |
| Commission de la Défense                                 | Juan Muñoz García                                           | PSOE  |       | Ségovie         |
| Commission de l'Éducation et de la Culture               | José Luis Martínez Blasco                                   | IU    |       | Saragosse       |
| Commission de l'Économie, du Commerce et des Finances    | Ángel Martínez Sanjuán                                      | PSOE  |       | La Rioja        |
| Commission des Budgets                                   | Rodolfo Martín Villa                                        | PP    |       | Madrid          |
| Commission de l'Agriculture, de l'Élevage et de la Pêche | Josep Pau Pernau                                            | PSOE  |       | Lleida          |
| Commission de l'Industrie, de l'Énergie et du Tourisme   | Joaquím Molins Ayats                                        | CiU   |       | Barcelone       |
| Commission de la Politique sociale et de l'Emploi        | Luis Martínez Noval                                         | PSOE  |       | Asturies        |
| Commission du Régime des administrations publiques       | Francisco Gilet Girart                                      | PP    |       | Îles Baléares   |
| Commission des Infrastructures et de l'Environnement     | Leopoldo Ortiz Climent                                      | PP    |       | Valence         |
| Commission de la Santé et de la Consommation             | Blanca García Manzanares                                    | PSOE  |       | Navarre         |
| Commissions permanentes non législatives                 |                                                             |       |       |                 |
| Commission du Règlement                                  | Félix Pons                                                  | PSOE  |       | Îles Baléares   |
| Commission du Statut des députés                         | Álvaro Cuesta Martínez                                      | PSOE  |       | Asturies        |
| Commission des Pétitions                                 | Eduardo García Espinosa                                     | PSOE  |       | Cadix           |
| Commission du contrôle parlementaire de RTVE             | Juan Carlos Guerra Zunzunegui                               | PP    |       | Palencia        |

### Sénat
| Commission                                                                               | Président                                           | Parti | Parti | Circonscription            |
| ---------------------------------------------------------------------------------------- | --------------------------------------------------- | ----- | ----- | -------------------------- |
| Commissions permanentes législatives                                                     |                                                     |       |       |                            |
| Commission constitutionnelle                                                             | Pedro Agramunt                                      | PP    |       | Valence                    |
| Commission de l'Agriculture, de l'Élevage et de la Pêche                                 | Ángel Samuel Galán Cano                             | PSOE  |       | Albacete                   |
| Commission des Affaires étrangères                                                       | José Luis López Henares                             | PP    |       | Palencia                   |
| Commission des Affaires latino-américaines                                               | José Castro Rabadán                                 | PSOE  |       | Salamanque                 |
| Commission de la Défense                                                                 | Manuel Jaime Barreiro Gil                           | PSOE  |       | La Corogne                 |
| Commission de l'Économie et des Finances                                                 | Fernando González                                   | PSOE  |       | Galice                     |
| Commission de l'Éducation et de la Culture                                               | José Miguel Fernández Pelegrina                     | PP    |       | Málaga                     |
| Commission de l'Industrie, du Commerce et du Tourisme                                    | Luis Antonio Chao Gómez                             | PP    |       | Galice                     |
| Commission de l'Intérieur et de la Fonction publique                                     | Francisco Moreno Franco                             | PSOE  |       | Séville                    |
| Commission de la Justice                                                                 | José Ramón Herrero Merediz                          | PSOE  |       | Asturies                   |
| Commission des Travaux publics, de l'Environnement, des Transports et des Communications | Antonio García Correa                               | PSOE  |       | Huelva                     |
| Commission des Budgets                                                                   | Clemente Sanz Blanco                                | PP    |       | Ségovie                    |
| Commission de la Santé et des Affaires sociales                                          | Teófilo Serrano Beltrán Augusto Borderas Gaztambide | PSOE  |       | Communauté de Madrid Alava |
| Commission du Travail et de la Sécurité sociale                                          | Alfredo Arija                                       | PSOE  |       | Tolède                     |
| Commission générale des Communautés autonomes                                            | Joan Reventós                                       | PSC   |       | Catalogne                  |
| Commissions permanentes non législatives                                                 |                                                     |       |       |                            |
| Commission du Règlement                                                                  | Juan José Laborda                                   | PSOE  |       | Burgos                     |
| Commission des Incompatibilités                                                          | Juan Antonio Arévalo Santiago                       | PSOE  |       | Valladolid                 |
| Commission des Réclamations                                                              | Francisco Tomey Gómez                               | PP    |       | Guadalajara                |
| Commission des Pétitions                                                                 | Nelly Fernández                                     | PSOE  |       | Asturies                   |

### Conjointes
| Commission                                                     | Président                                                               | Parti | Parti | Circonscription        | Chambre |
| -------------------------------------------------------------- | ----------------------------------------------------------------------- | ----- | ----- | ---------------------- | ------- |
| Commission pour les Relations avec le Défenseur du peuple      | Alfonso Lazo Díaz                                                       | PSOE  |       | Séville                | Congrès |
| Commission pour les Relations avec le Tribunal des comptes     | Néstor Padrón Delgado                                                   | PSOE  |       | Santa Cruz de Tenerife | Congrès |
| Commission pour les Communautés européennes                    | Marcelino Oreja Isabel Tocino (18 mai 1994)                             | PP    |       | Alava Tolède           | Congrès |
| Commission pour la Recherche et le Développement technologique | Juan de Dios Izquierdo Collado Marcelo Palacios Alonso (4 octobre 1994) | PSOE  |       | Albacete Asturies      | Congrès |
| Commission des Droits de la femme                              | Martirio Tesoro Amate                                                   | PSOE  |       | Almería                | Sénat   |
| Commission pour le problème des drogues                        | Antonio Martinón Cejas                                                  | PSOE  |       | Santa Cruz de Tenerife | Congrès |
| Commission pour l'Union européenne                             | Isabel Tocino                                                           | PP    |       | Tolède                 | Congrès |